# بورتون هيشت
بورتون هيشت (بالإنجليزية: Burton Hecht)‏ هو قاضي وسياسي أمريكي، ولد في 30 ديسمبر 1927. انتخب عضو جمعية ولاية نيويورك.